# Marie Manning
Marie Manning (née de Roux en 1821 et morte le 13 novembre 1849) est une domestique suisse qui a été pendue le 13 novembre 1849 sur le toit de la Horsemonger Lane Gaol qui est alors la plus grande prison de Londres. Elle a été condamnée en même temps que son mari pour le meurtre de son amant, Patrick O’Connor, dans l’affaire connue par la suite sous le nom de Bermondsey Horror. En Angleterre, c’est la première fois depuis 1700 qu’un mari et une femme sont exécutés ensemble.
Ayant assisté à l’exécution en public, le romancier Charles Dickens écrit dans une lettre adressée au Times le jour même : « Je crois que personne ne pourrait imaginer un spectacle aussi inconcevable, aussi horrible que ce mélange de méchanceté et de frivolité de l’immense foule rassemblée ce matin à l’occasion de cette exécution ; on ne pourrait se le représenter dans aucun pays païen sous le soleil ». Par la suite, c’est d’après la vie de Marie Manning qu’il crée un de ses personnages, mademoiselle Hortense, la femme de chambre de Lady Dedlock dans La Maison d'Âpre-Vent.